# Île Kanty
L'île Kanty est située dans l'Est du Québec en Basse-Côte-Nord dans la Côte-Nord au Canada.